# James Kirke Paulding
James Kirke Paulding (New York, 22 agosto 1778 – Hyde Park, 6 aprile 1860) è stato un politico e scrittore statunitense.

## Biografia
Fu l'undicesimo segretario della marina statunitense durante la presidenza di Martin Van Buren. Nato nello stato di New York, ottavo figlio di un commerciante,  divenne amico di Washington Irving - che era cognato di sua sorella - e si unì al suo gruppo letterario, i Knickerbocker, formato in precedenza oltre che da Irving anche da James Fenimore Cooper e da William Cullen Bryant. Si uniranno anche altri personaggi importanti del tempo, come Gulian Crommelin Verplanck, Fitz-Greene Halleck, Joseph Rodman Drake, Robert Charles Sands, Lydia Maria Child e Nathaniel Parker Willis.
Pubblicò, dal 1807 al 1808, la rivista umoristica Salmagundi e collaborò al Morning Chronicle. Nel 1812 diede alle stampe The Diverting History of John Bull and is Brother Jonathan e una galleria di schizzi di comandanti della Marina contemporanei. Scrisse una parodia delle poesie di Walter Scott e, provocato da una violenta recensione a questa sua opera, si difese pubblicando nel 1815 The Lay of the Scottish Fiddle (Lamento di un violino scozzese).

## Riconoscimenti
Il cacciatorpediniere USS James K. Paulding (DD-238) venne chiamato così in suo onore.